# Дельго
«Дельго» (англ. Delgo) — американський фентезійний мультфільм.

## Сюжет
В екзотичному світі живуть дві раси: локкі і норні. Локкі правлять землею і володіють магією каменів, норні — небом, тому як мають крила; тому живуть вони роздільно, в стані неміцного миру.
І все йшло відносно мирно, поки Дельго — представник локкі — не зустрів Кайлу — представника норнів. Двоє молодих людей симпатизували один одному, але зустріч закінчилася неблагополучно. Дівчина втратила брошку, яка дісталася їй від померлої матері.
Дельго і Кайла, через деякий час, знову зустрічаються. Зав'язується розмова про стосунки між їх народами. Норн каже, що краще все забути і жити в світі, локкі обурено вигукує, що не можна забути те, що забрало стільки життів. Закінчивши на неприємній ноті розмову, Кайла відлітає, а Дельго бачить, як за нею летить, нещодавно ледь не з'їввший її, білий дракон.
Пізніше, Дельго і його друга — Філо звинувачують у викраденні принцеси. У сусідній клітці він бачить замкненого норна — колишній генерал Боггартус. Об'єднавши сили, втрьох вони втікають з в'язниці, щоб врятувати обидва королівства через війну, що насувається, у зв'язку з тим, що короля норнів Зана запевнили в тому, що його дочка викрадена локками.
Тим часом сама Кайла знаходиться в полоні амбітної і властолюбної сестри короля — Седессі. Ту відправили у вигнання, позбавивши її крил через те, що вона вбила королеву — матір Кайли. Поки трійка рятувальників — Дельго, Боггартус і Філо — добиралися до замку Седессі і визволяли її звідти, між народами почалася війна.
Війська Седессі захоплюють замок і атакують обидва народи. Далі виявляється, що Райус — зрадник короля і заодно вигнанець. Він той, хто зробив так, щоб Боггартус опинився у в'язниці і викрав принцесу.
Седесса займає трон, а обидва народи опиняються під загрозою. Кайла летить до війська і наказує допомогти локкам в битві з армією Седессі, а Дельго відправляється рятувати короля норнів.
Армія Седессі біжить від стада тварин, що пригнав Філо, а Седесса переможена. Між народами нарешті настає мир.

## Ролі озвучили
- Фредді Принц-молодший — Дельго
  - Мері Маузер — малюк Дельго
- Дженніфер Лав Г'юїтт — Принцеса Кайла
- Енн Бенкрофт — Імператриця Седесса
- Луїс Госсет-молодший — Король Зан
- Кріс Каттен — Філо
- Вел Кілмер — Генерал Богардус
- Малкольм Макдавелл — Генерал Райус
- Майкл Кларк Дункан — старійшина Марлі
- Мелісса Мак-Брайд — старійшина Піро
- Ерік Айдл — Спіг
- Келлі Ріпа — Куррін
- Берт Рейнольдс — батько Дельго